# Serieåret 1958

## Händelser

### Juli
- 7 juli - Serieversionen av det första James Bond-äventyret Casino Royale i tidningen Daily Express börjar, med manus av Anthony Hearne och teckningar av John McLusky.

### Okänt datum
- Utgivningstakten av serietidningen i Fantomen i Sverige utökas från två nummer per månad till ett nummer per vecka.[1]
- Stan Lynde skapar serien Rick O'Shay.
- Smurferna nämns första gången i en serie om Johan och Pellevin.
- I Sverige kommer för första gången Rune Andréassons serie Teddy - världens starkaste björn ut som egen veckoserietidning i strippformat.
- Dennis får egen serietidning i Sverige.[1]
- Med Fix och Foxi försöker Förlagshuset Norden lansera en tysk serietidningssuccé i Sverige.[1]

## Utgivning

### Album
- Koks i lasten, Tintinalbum nummer 19, publiceras på franska.[2]
- Lucky Luke mot Joss Jamon (Lucky Luke)[3]
- Tystnadens pirater (Spirou)[4]

## Födda
- 28 april - Gunnar Lundkvist, svensk författare och serieskapare.
- 3 maj - Bill Sienkiewicz, amerikansk serieskapare.
- 11 juni - Charlie Christensen, svensk serietecknare.
- 5 juli - Bill Watterson, amerikansk serietecknare.
- 22 september - Peter Kuper, amerikansk serietecknare.

### Okänt datum
- Mikael Grahn, svensk serieskapare.
- Dan Piraro, amerikansk serietecknare.

## Avlidna
- Jack Cole, amerikansk serieskapare.

### Fotnoter
1. 1 2 3  Swecomics
2. ↑  ”Tintin”. http://en.tintin.com/albums/show/id/43/page/0/0/the-red-sea-sharks. Läst 12 mars 2011.
3. ↑  ”Lucky Luke på svenska”. Arkiverad från originalet den 11 november 2014. https://web.archive.org/web/20141111004811/http://www.visit.se/~dampgrodan/album_kronolog.html. Läst 12 mars 2011.
4. ↑  ”Spirou enligt Franquin”. Arkiverad från originalet den 23 juli 2010. https://web.archive.org/web/20100723064409/http://www.mantagraphics.com/franquin/helaalbum.htm. Läst 12 mars 2011.